# Jon Farhat
Jon Farhat ist ein US-amerikanischer VFX Supervisor.

## Leben
Farhat begann seine Karriere 1991 als Spezialeffektkünstler beim zur Disney-Gruppe gehörenden Animationsstudio Dream Quest Images (DQI), wo er als erstes an der Filmkomödie Rendezvous im Jenseits arbeitete. Ab 1994 war er als VFX Supervisor tätig; gleich für seinen ersten Film, Die Maske, war er 1995 für den Oscar und den BAFTA Film Award nominiert. Eine zweite Nominierung für den BAFTA Film Award erhielt er 1997 für Der verrückte Professor. Farhat arbeitete an mehreren Filmen von Eddie Murphy und war an zwei Jim-Carrey-Komödien beteiligt. Mit Schneewittchen und Hänsel und Gretel: Hexenjäger arbeitete er an zwei auf Grimms Märchen basierenden Märchenfilmen.  Während der Postproduktion des Spielfilms Wanted 2008 erkrankte er schwer und musste durch Stefen Fangmeier ersetzt werden.

## Filmografie (Auswahl)
- 1991: Rendezvous im Jenseits (Defending your life)
- 1991: Grand Canyon – Im Herzen der Stadt (Grand Canyon)
- 1992: Freejack – Geisel der Zukunft (Freejack)
- 1994: Die Maske (The Mask)
- 1995: Dead Man
- 1996: Der verrückte Professor (The Nutty Professor)
- 1996: Ein Präsident für alle Fälle (My Fellow Americans)
- 1997: Der Dummschwätzer (Liar Liar)
- 1997: Schneewittchen (Snow White: A Tale of Terror)
- 1998: Dr. Dolittle
- 2000: Familie Klumps und der verrückte Professor (Nutty Professor II: The Klumps)
- 2002: Blue Crush
- 2002: Im Zeichen der Libelle (Dragonfly)
- 2003: American Pie – Jetzt wird geheiratet (American Wedding)
- 2005: Die Dolmetscherin (The Interpreter)
- 2005: Doom – Der Film (Doom)
- 2008: Wanted
- 2010: The Book of Eli
- 2013: Hänsel und Gretel: Hexenjäger (Hansel & Gretel: Witch Hunters)

## Auszeichnungen
- 1995: Oscar-Nominierung in der Kategorie Beste visuelle Effekte für Die Maske
- 1995: BAFTA-Film-Award-Nominierung in der Beste visuelle Effekte für Die Maske
- 1997: BAFTA-Film-Award-Nominierung in der Kategorie Beste visuelle Effekte für Der verrückte Professor